# Новоселица (Семёновский район)
Новосе́лица (укр. Новоселиця) — село,
Товстовский сельский совет,
Семёновский район,
Полтавская область,
Украина.
Код КОАТУУ — 5324587609. Население по переписи 2001 года составляло 492 человека.

## Географическое положение
Село Новоселица находится в 2,5 км от левого берега реки Кривая Руда,
выше по течению на расстоянии в 3 км расположено село Толстое,
ниже по течению на расстоянии в 1,5 км расположено село Червоный Лиман.

## Экономика
- «Эллас», ООО.

## Объекты социальной сферы
- Школа І—ІІ ст.
- Клуб.

## Известные люди
В селе родился Герой Советского Союза Сергей Киричек.